# Сусіди (гурт)

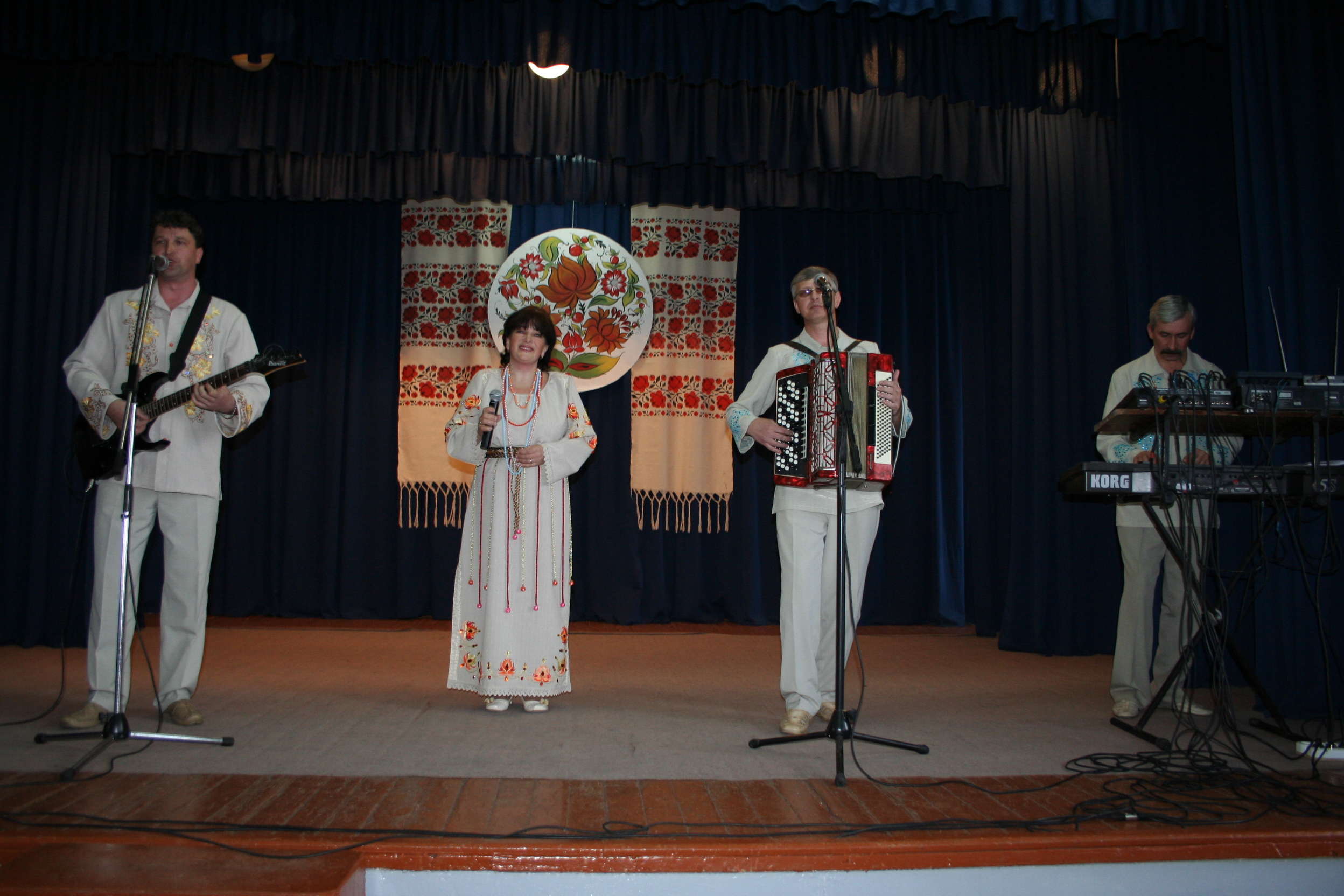
Гурт «Сусіди» на концерті

Сусіди — самодіяльний народний гурт із містечка Градизьк, квартет. Виконує українські народні пісні здебільшого жартівливого характеру (понад 200 пісень). У репертуарі колективу також багато авторських пісень, насамперед — відомого полтавського композитора і поета, Героя України Олександра Білаша. Гурт записав 26 музичних альбомів.
Гурт відомий не тільки в Україні, а й у Канаді, Польщі, Австралії, а віднедавна і в Японії: зафіксований факт прослуховування записів народних пісень у виконанні гурту представниками української діаспори в Токійському університеті.

## Історія
У 2000, 2002, 2008 рр. колектив став лауреатом Міжнародного фестивалю, присвяченого Дням слов’янської культури та писемності в Республіці Молдова.
2005, 2006 рр. — колектив став лауреатом Всеукраїнського пісенного фестивалю імені Раїси Кириченко «Я козачка твоя, Україно», що проходив у м. Київ.
2005 р. — гурт став лауреатом  Всеукраїнського фестивалю сучасної пісні «Два кольори» ім. Олександра Білаша у м. Київ.
2006 р. — лауреат Всеукраїнського фестивалю сімейної творчості «Родинні скарби України» в Києві.
2007 р. — гурт брав участь у святковому концерті з нагоди відзначення 11-ї річниці Конституції України «Неподільна, соборна, Україна моя солов’їна» у м. Полтава.
2007 р. — брав участь у ювілейному концерті з нагоди 20-річчя відкриття Співочого Поля Марусі Чурай та 70-річчя утворення Полтавської області «Співаємо пісні життя – своїй родині і Вкраїні», м. Полтава.
2007, 2015 рр. — брали участь у «Вечорі пам’яті Олександра Білаша» в Національній філармонії України, м. Київ.
2016 р. — лауреати Всеукраїнської мистецької премії імені Олександра Білаша.
Народний самодіяльний гурт неодноразово брав участь у концертах на обласних святах:
- «Пісенне джерело» (Градизьк),
- «Пісні бузкового гаю» (Диканька),
- «Козацької слави цілюще джерело» (Козельщина),
- «Прийди, прийди до мене, неділенько зелена» (Нові Санжари),
- «Мар’їна долина» (Чутове),
- «Благословенні ви, сліди мандрівника Сковороди» (Чорнухи),
- у концертах майстрів мистецтв і художніх колективів на Сорочинському ярмарку (Великі Сорочинці) та інших.

У 2014 р. колектив брав участь у доставці гуманітарного вантажу в зону АТО та виступав з концертами перед захисниками України.

## Склад
До складу створеного 1991 року гурту «Сусіди», який спочатку мав назву «Тріо з Градизька», входять заслужений працівник культури України, учитель музичного мистецтва Градизької спецшколи-інтернату Віктор Григорович Матвієнко (клавішний інструмент, вокал), заступник директора з виховної роботи Градизької спецшколи-інтернату Валентина Петрівна Матвієнко (солістка гурту), директор Градизької дитячої музичної школи ім О. І. Білаша Григорій Леонідович Соколовський (баян, звукооператор, вокал). У 1993 році приєднався ще один учасник — заслужений працівник культури України Ростислав Мстиславович Галаган (гітара, вокал, аранжування), що став художнім керівником гурту. У такому складі колектив працює вже 27 років.

## Репертуар
Репертуар колективу різноманітний: більш ніж двісті українських народних пісень, багато авторських, на особливому місці — пісні славного земляка, Героя України, відомого композитора і поета Олександра Білаша. Спільно гурт записав 26 музичних альбомів. Перші записи здійснювались на аудіокасетах. Це були веселі жартівливі танцювальні  пісні, які звучали на родинних святах і весіллях. З роками репертуар змінився, з'явились авторські твори на слова місцевих поетів. Створював музику і робив аранжування Ростислав Галаган. 2012 року його нагороджено ювілейною медаллю до 20-річчя Незалежності України, у 2013 р. він став лауреатом премії ім. П. Мирного за перемогу у номінації «Мистецтво», а 2017 р. на Міжнародному фестивалі «Шлягер року» його пісня «Викраду» на слова С. Булаха здобула перемогу і прозвучала у виконанні Народного артиста України Павла Зіброва.
Українські народні пісні гурту — здебільшого жартівливі, що звучали на різних святах у живому виконанні та з магнітофонних касет і набули популярності серед глядацького загалу.